# HMS Codrington (1929)
HMS Codrington (D65) (Корабль Его Величества «Кодрингтон») — британский лидер эскадренных миноносцев типа А. Назван в честь Эдварда Кодрингтона. Построен для Королевского флота в 1930 году. Потоплен немецкой авиацией 27 июля 1940 года в Дувре.

## Конструкция
Проектировался как улучшенный тип «Скотт», со скоростью 37 узлов при мощности 52 000 л. с., вооружение должно было состоять из пяти 120-мм орудий Mk.I, однако проект с полным водоизмещением 2450 т был признан чрезмерно большим и дорогим, что послужило причиной отказа от его дальнейшей разработки. К постройке был утвержден вариант с гораздо более скромными параметрами: длину корпуса сократили на 13,1 м, уменьшили водоизмещение, мощность и состав ЭУ (число ПК — с 4 до 3). Число орудий ГК не изменилось, лишь вместо модели Mk.l (как на лидерах типов «Скотт» и «Шекспир» и экспериментальных ЭМ программы 1924 г.) предусматривались полуавтоматические Mk.IX. В остальном состав вооружения лидера соответствовал ЭМ типа А. Существенным недостатком «Кодрингтона» стала худшая, по сравнению с эсминцами его флотилии, маневренность. Диаметр циркуляции на полном ходу у лидера превосходил аналогичный показатель ЭМ примерно на 350 м и достигал 980 ярдов (896 метров).

### Энергетическая установка

#### Главная энергетическая установка
Три Адмиралтейских котла. Турбины и редуктор составляли турбозубчатый агрегат. Размещение ГЭУ — линейное. Котлы размещались в изолированных отсеках, турбины — в общем машинном отделении, при этом были отделены от турбин водонепроницаемой переборкой.
Рабочее давление пара — 21 кгс/см² (20,3 атм.), температура — 315 °C.

#### Дальность плавания и скорость хода
Проектная мощность составляла 39 000 л. с., что должно было обеспечить скорость хода (при полной нагрузке) в 32 узла. Максимальная проектная скорость 35 узлов.
На испытаниях скорость составила 35,14 узла.
Запас топлива хранился в топливных танках, вмещавших 425 дл. т (430 т) мазута, что обеспечивало дальность плавания 4800 миль 15-узловым ходом.

### Вооружение
На лидер установили пять 120-мм орудий Mark IX с длиной ствола 45 калибров на установках CP XVII. Максимальный угол возвышения 30°, снижения 10°. Масса снаряда 22,7 кг, начальная скорость 807 м/с. Орудия обладали скорострельностью 10 — 12 выстрелов в минуту. Система управления артогнём состояла из трёхметровый дальномер MQ.1 и ПУАО — «Прицел-директор для эсминцев» (DDS).

#### Зенитное вооружение
Зенитное вооружение составляли пара 40-мм/40 «пом-пома».

#### Торпедное вооружение
Торпедное вооружение включало в себя два 533-мм трёхтрубных торпедных аппарата QR.III.

#### Противолодочное вооружение
Противолодочное вооружение состояло из трёх бомбосбрасывателя и шести глубинных бомб.

## Служба и модернизации
В мае 1930 года вступил в строй.
После года службы прошёл модернизацию, в ходе которой в турбинах высокого давления была удалена одна ступень. Служил в Средиземном море в качестве лидера 3-й флотилии эсминцев.
Незадолго до начала Второй мировой войны устаревшие торпеды модели Mk.V заменили на Mk.IX.
После начала войны — единственная модернизация: демонтаж кормового торпедного аппарата и установка на его место одного 76-мм зенитного орудия.
В начале войны переведён в воды Метрополии. В апреле 1940 года участвовал в Норвежской операции, находился в охранении конвоев. После 10 мая в Английском канале. Будучи лидером 1-й флотилии, участвует в Дюнкеркской операции. «Кодрингтон» в Дувре 27.7.1940 был тяжело поврежден взрывом авиабомбы, лёг на грунт; не восстанавливался.

## Использованная литература и источники
- О. А. Рубанов. Эскадренные миноносцы Англии во второй мировой войне. — СПб., 2004. — 72 с. — (БОЕВЫЕ КОРАБЛИ МИРА).
- Грановский Е., Дашьян А., Морозов М. Британские эсминцы в бою. Часть 2 / под ред. М. Э. Морозова. — М.: ЧеРо, 1997. — 48 с илл. с. — (Ретроспектива войны на море). — 1000 экз. — ISBN 5-88711-052-X.
- Дашьян А. В. Корабли Второй мировой войны. ВМС Великобритании. Часть 2. — М.: Моделист-Конструктор, 2003. — (Морская Коллекция № 5).
- Conway's All The Worlds Fighting Ships, 1922—1946 / Gray, Randal (ed.). — London: Conway Maritime Press, 1980. — 456 p. — ISBN 0-85177-1467.